# شعر برای هزاره

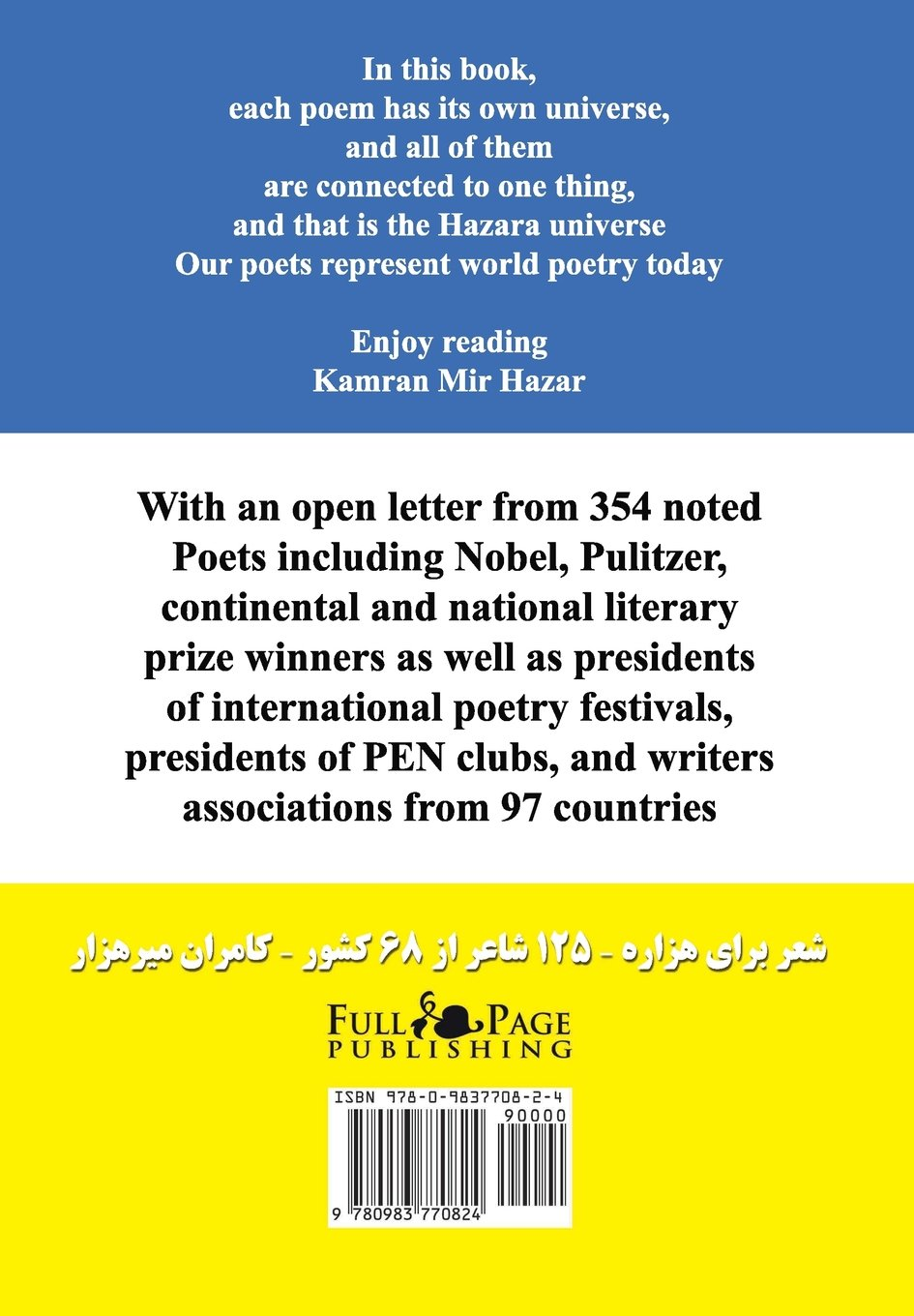

شعر برای هزاره (شابک ‎۹۷۸−۰۹۸۳۷۷۰۸۲۴)، (شابک ‎۹۷۸−۰۹۸۳۷۷۰۸۶۲) مجموعه منتخب شعر چندزبانه و شعر مشترک است که از آثار ۱۲۵ شاعر شناخته‌شده بین‌المللی از ۶۸ کشور جهان جمع‌آوری و چاپ گردیده‌است. اشعار این کتاب به زبان‌های انگلیسی، اسپانیایی، کاتالانی، ژاپنی، نروژی، ترکی، هزارگی، ایتالیایی، یونانی، آلمانی، ایرلندی، عبری، رومانیایی، فرانسوی، ارمنی، مجارستانی و پرتغالی است. تمام اشعار غیر انگلیسی به انگلیسی ترجمه شده‌است. «شعر برای هزاره‌ها» شامل مجموعه شعر و یک شعر مشترک است که شامل مشارکت‌های ۲۳ شاعر بین‌المللی است. نامه سرگشاده ۳۵۴ شاعر مشهور از جمله جایزه نوبل، جایزه پولیتزر، برندگان جوایز ادبی قاره‌ای و ملی و همچنین روسای انجمن‌های قلم و انجمن‌های نویسندگان از ۹۷ کشور در پایان گنجانده شده‌است. این نامه خطاب به رهبران جهان در حمایت از مردمان هزاره است. سردبیر این برنامه شاعر، روزنامه‌نگار و فعال حقوق بشر هزاره، کامران میرهزار است.

## شاعران
تعدادی از ۱۲۵ شاعر که برای گلچین ادبی هزاره شعر نوشتند:
1. امیر اور، اسراییل
2. کاما سیور کاماندا، کنگو
3. کامران میرهزار، هزارستان
4. ایزوتوک اوزوجیک، اسلوانی
5. زیندزی ماندلا، آفریقای جنوبی
6. جک هرشمن، ایالات متحده آمریکا
7. تیمو برگر، آلمان
8. بپه کوستا، ایتالیا
9. نایان وی، میانمار
10. السا تیو، پورتوریکو
11. آتیلیا بالاز، اسلواکی
12. کیوین کایلی، ایرلند
13. رائول هینائو، کلمبیا
14. بنیه ناتسویشی، ژاپن
15. ژولیو پاوانتی، اسپانیا
16. بینا سرکار الیاس، هند
17. آنجلینا لیونگراس، هند
18. ایرلینگ کیتلسنگ، نروژ
19. ایناریس ریبیرا، کاتالونیا
20. ویریور لیکینگ، کامرون
21. رودریگو ویردوگو، شیلی
22. نگوین کوانگ تیو، ویتنام
23. سانتیاگو ویلافانیا، فلیپین
24. گابریل روسینستاک، ایرلند
25. ایوان دیپاروسکی، مقدونیه
26. گیرترود فستر، آفریقای جنوبی
27. وایاشسلوف کوپریانوف، روسیه
28. اوبیدیا مایکل اسمیت، باهاماس
29. جان کورل، ایالات متحده آمریکا
30. ان والدمن، ایالات متحده آمریکا
31. جیم بایرون، ایالات متحده آمریکا

## جلد
جلد این کتاب دربردارنده عکس بودا در بامیان، توسط نجیب‌الله مسافر و پرچم هزارستان توسط کامران میرهزار است.

## در دیگر رسانه‌ها
شعر برای هزاره اخیراً در قسمت ۳۵ پادکست ویکی کست مورد بحث قرار گرفت.